# 明治天皇御集
『明治天皇御集』（めいじてんのうぎょしゅう）は明治天皇の和歌集である。宮内省にて編纂され、1922年（大正11年）文部省より発行された。明治天皇の御製は全部で9万3032首が残されているが、『明治天皇御集』はそのうち1687首を収める。

## 沿革

### 明治天皇の詠歌
明治天皇が初めて歌を詠んだのは数え6歳のときで、安政4年（1857）11月の次の歌であったとされる。
- 月見れば 雁が飛んでゐる 水の中にも映るなりけり

明治天皇が詠歌に熱心になるのは、ひとえに父の孝明天皇の指導によるものだという。明治天皇は数え7～8歳のころから孝明天皇に会うたびにお題を5つもらい、その題で歌を詠んで孝明天皇に見せてから菓子をもらうことを例としていた。時には孝明天皇みずから添削することもあった。孝明天皇は例えば次のように添削したという。
- （添削前）曙に 雁帰りてぞ 春の日ぞ 声を聞きてぞ 長閑なりけり
- （添削後）春の日に 空曙に 雁帰へる 声ぞ聞こゆる 長閑にぞ鳴く

このように明治天皇は幼い時から孝明天皇の直接指導を受けて和歌を学習した。また広橋静子ら女官を相手に和歌の稽古をしたという。
1867年1月30日（慶応2年12月25日）孝明天皇が崩御する。孝明天皇は臨終の間際に我が子（明治天皇）を側近くに呼んで「天皇の位に即くとも歌詠む道は夢な忘れ給ひそ」と遺訓する。そういうことで、親孝行な明治天皇は「歌道を重んずるは亡き先帝の御霊に仕ふるなり」と言って、どんなに多忙の時でも歌を詠んだという。
1869年（明治2年）旧暦正月、第1回の歌御会が京都で行われる。以後ほぼ毎年継続して開催される。
同年、三条西季知が歌道御用により時々参朝すべきこととされる。明治天皇の御製は三条西季知が一人で拝見する。
1872年（明治5年）この年の歌御会始で披露された御製が報道される。題は「風光日々新」、御製は「日にそひて 景色和らぐ春の風 四方の草木にいよよ吹かせん」である。報道はこれを「遠を懐け民を撫するの聖旨」と解釈する。
1875年（明治8年）高崎正風が侍従番長として宮中に入る。高崎はかつて薩摩藩士として八月十八日の政変を謀ったこともある志士であったが、歌人としても有名であった。明治天皇は初対面の高崎正風に「高崎は歌を詠むという事を兼ねて聞いておった」と言って題を与えて歌を詠ませる。その後も毎日のように題を与えて歌を詠ませる。
1876年（明治9年）高崎正風が御歌係に推薦される。三条西季知が明治天皇に推薦したという。ただし御製はこの後も三条西が一人で拝見しており、高崎は三条西から句調や語格について質問を受ける程度に止まる。
1877年（明治10年）高崎正風が初めて御製を直接拝見する。それは西南戦争終結後、天皇が海路で東京に帰る途上のことである。船が遠州灘に差し掛かったとき天皇は高崎に三首の御製を示し「どれが一番よろしいか」と下問する。高崎は三首のうち中の歌「東（あずま）にと急ぐ船路の波の上に嬉しく見ゆる富士の芝山」が優れていると答える。天皇は「他の歌は、どういうわけでいけないのか」と聞く。高崎は、他の歌が悪いわけではありません、中の歌がとりわけ優れているように思われます、と答える。天皇は「そんなら、その歌のどういう処がいいというのか」と聞く。高崎は「すべて歌は人の心を種として読むものであるから、自分の感じたところをそのまま言い表すのが純情で、それに長い旅行をして今帰るという時は、貴賤・男女を問わず、自然に早く帰りたいという冀望があるものでございます。この中の御製には、その御心持が大変よく表れております。作ったことでなく、よく心情をお歌いあそばされてあるから、真に結構でございます」と答える。天皇は「そうか」と言い、歌道についての質問を矢のように続ける。高崎が答えると天皇はますます興に入り、ついには手帳を取り出して御製を書いて高崎に批評させる。そうこうするうちに天皇の示した御製は30首以上にのぼり、船は遠州灘をとうに過ぎて横浜に着く。東京に戻った翌日、天皇は高崎を召し出し、今後御製を拝見するようにとの命を伝える。高崎は再三辞退するが天皇は許さない。高崎は御製拝見を引き受ける条件として、以下の3つの条件を申し出る。
1. 詠歌を嗜好し過ぎて大切な国政を疎んじないこと。
2. 高崎は未熟であるが引き受けた以上は厳しい師でありたいので不敬・不遜なことも言上する。この点についてあらかじめ勅許すること。
3. 他日適任者を召し出して高崎に代えること。三条西季知にはこれまでどおり拝見を仰せ付けること[16]。

以上の条件について天皇が「それはもう三か条ともに委細承知したから宜しい」と答えたので、高崎は御製拝見を引き受ける。こういう条件で引き受けたので、高崎は御製に批評点をつけるにあたっても、心にもない善い点をつけることがない。天皇は性格が強気で負けず嫌いであるから、高崎に低い点をつられると、折り返してまた同じ題で詠んで高崎に下す。それに秀歌がなければ高崎は遠慮なく低い点をつける。天皇は倍の数を詠んでまた高崎に下す、というように、天皇と高崎の根気比べの様相になることも少なくなかったという。
高崎正風が御製拝見を始めた頃の話である。当時女流歌人の第一人者と言われた女官の税所敦子は、あるとき高崎に向かって、高崎の添削が余りに厳し過ぎるので天皇が屈託のあまり歌道や身体に異常を起こしては畏れ多いと苦言した。高崎は顔を正して、だからこそ先に3か条の約束をしたのである、添削が厳格であっても天皇の御稜威を損なうはずがない、天皇は歌道の真義に通暁しているから歌道を捨てることはありえない等と弁じた。数か月後、天皇は女官たちを呼び集め、高崎が最上点を付けた御製3首を示し、歌はこう詠むのだぞ、と言って非常に満足の様子であった。天皇と高崎の間の相互信頼の深さに女官らは感動したという。
御製拝見の手順については、当初は天皇直筆の詠草をそのまま高崎正風に下げ渡していたが、高崎はこれに直接加筆するは畏れ多いので今後は女官に代筆を仰せ付けいただきたいと願い出た。女官の代筆を勅封のうえ高崎に下げ渡し高崎はこれを拝見して、一通の写しを留めて、また元通りに厳封して天皇に返上する。いかなる大官でも中を窺い知ることはできない。
1888年（明治21年）歌道御用掛が発展して御歌所が置かれる。高崎正風が御歌所長を仰せ付けられる。御歌所が置かれたのは歌道を奨励する明治天皇の思し召しによるものだという。
高崎正風が御歌所長になった頃（明治20年頃）、ある雑誌が創刊号に御製1首を載せる。これは高崎所長が漏洩したものであり、天皇はこれに怒って「こは世に公にすべきものにてはあらざるを」と高崎を責めたが、高崎が「必ずしも深き罪とは存じ候わず」と開き直ると、天皇はそれ以上何も言わなくなったという。
1894年（明治27年）日清戦争が始まる。日清戦争の頃まで、天皇の詠歌の力量は後年に比べて劣っていたといわれる。未だ天皇は詠歌に堪能とは言い難く、むしろ皇后の御歌のほうが高い点を取ることが多かったという。
1897年（明治30年）前後、御製が新聞に掲載される。天皇は高崎正風を呼び、平伏する高崎に向かって気色ばんで、朕の和歌を知る者はお前の他にいないのにそれが新聞紙に載ったのはどういうわけか、と問い詰める。高崎は、自分の罪は万死に当たると答え、次のように釈明する。自分は御製を拝してその人民を憐れむ仁慈に感涙しており、御製ほど深く脳裏に刻まれているものはないので、陛下の乾徳を人と話している時に思わず御製を漏洩してしまったのであり、図らずも天皇を悩ませることになったのは恐懼に堪えない、と。天皇はただ「そうか」と言うだけでなので、高崎は恐れ入って退出する。一説には、ある御製を高崎が岩倉公に伝えたところ、それが一般にも知れ渡り、このことを知った天皇に「許さぬうちは決して漏らしてはならぬ」と咎められ、いわば勅封を受けることになったという。
1904年（明治37年）に始まる日露戦争を境として天皇の詠歌は長足の進歩を遂げたといわれる。そして日露戦争の頃から御製が新聞に載ることが急に多くなる。これは高崎正風が漏洩したのである。
高崎正風による御製漏洩のいきさつは、御歌所寄人の千葉胤明によれば次のようであったという。日露戦争が始まると御製の数が多くなり毎日40首を超えるようになる。千葉は御歌所で御製を書き写していて思うに、天皇は民の戦時の労苦を憐れみ、戦場ではこうもあろう、寂しい留守の家々はこうもあろう、雨や風や暑さや寒さをどう過ごすであろうと、ひたすら思い悩み、その思いを御製にしたためている。これを出征将士も一般臣民も拝誦できるようにするならば士気振興にも民心緊張にも非常に効果がある。こう思った千葉は高崎に働きかける。高崎は、かつての漏洩事件に触れ、今は勅封を受けているようなものだから自分の口から天皇に願い出ることは難しいと話す。そこで千葉は、高崎の親戚で親友でもある軍令部長伊東祐亨らに働きかける。伊東は、天皇に陪食したおりに天皇の機嫌が特に良いように見えたので、元老の伊藤博文や山県有朋とともに御製の発表を天皇に願うが、天皇は「こんなつまらぬ歌をどうするのか」と言うだけで取り合わない。千葉は再び高崎に相談する。高崎が一晩熟慮したうえで言うことには、自分は既に維新当時、天皇に命を捧げた者であり、今まで生きながらえたことが不思議なぐらいであるから、この白髪の首を斬られることを覚悟すればいいだけである。高崎はこう言って、御製のうち加点の百首ぐらいを3通づつ筆写することを千葉らに命じる。高崎は各通を宮内大臣田中光顕と侍従長徳大寺実則と侍従職幹事岩倉具定に差し出して話すに、違勅の罪は自分が被るから貴方に迷惑をかけないが、ただ高崎がこういうことをしていると御承知おき願いたいと申し伝える。以後、高崎は報道機関に乞われるままに御製を授ける。高崎が漏洩した御製の数は5～6百首に及ぶ。このときは何も御咎めがなかったという。
日露戦争当時築地に住んでいたアーサー・ロイドは明治天皇の御製を新聞で見て、感激のあまり高崎に頼んで新たな御製を漏洩してもらい、それを英語に訳して各国の元首に贈呈したという。その中に「四方の海 みな同胞と思ふ世に など波風の立ち騒ぐらむ」の御製があった。米国大統領セルドア・ルーズベルトはこの御製を見て、明治天皇が平和を熱望する博愛な思し召しに感激し、日露間を調停することを決心したと伝えられる。
明治天皇は御製が世間に漏れるのを好まない。徳大寺侍従長の話によると、しばしば御製が新聞に載ることを苦々しく思った天皇は、あるとき高崎を召して軽く咎めた。高崎は咎められていることに気づかずに「御製を世間に漏らすということは世道人心にために非常によいことと存じまして致したことでございます。もしこれについて御咎めあらば、正風は切腹して申し訳を致します」と言上し、調子にのって手で腹を切る真似をした。そばで見ていた徳大寺侍従長は笑いそうになったが天皇の前であるから笑うに笑えず大層困った。明治天皇も可笑しく思ったのか重ねて咎めることはなかったいう。
1910年（明治43年）大隈重信が『国民読本』を公刊する。当時大隈は政界を引退し早稲田大学総長をつとめていた。『国民読本』は明治天皇の御製を「編成の根本」とし、「大日本の国体と国民性を闡明し、現時の法治国における国家組織の綱領と、国民の責任とを概説し、また忠君愛国の新意義を指示し、兼て日本国民の理想を顕明」したものであり、義務教育を終えた青年男女の補習読本として、また貴賤老若男女を問わず一般国民に本分と価値を確信させるものとして執筆された。同書は国民教育の教材として体系的に御製を用いた最初の例といえる。大隈は高崎正風に依頼して天皇御製と皇后御歌を各1首を筆写してもらい同書の巻頭にこれを掲げ、また同書中に御製・御歌計61首を記載する。そして大隈は同書を天皇にを献上する。天皇はそれに御製が多く載っているのを見て、直ちに高崎正風を呼び「そのほうのせいであろう」と詰責する。高崎は「御製のまことに尊くめでたいこと、国民をして常に拝誦せしむれば、風俗を正し道徳を進むるに大効あるべきを信じたること」、そして「ただ国家の為に謀りたること」であるので如何なる咎を受けようとも遺憾がないと奏したところ、何の沙汰もなく済む。
明治の末期、岩倉具定が宮内大臣であった当時（1910～1911年）、岩倉が拝謁に上がると明治天皇はさっさっと何かを側に置く。岩倉がよく見るとそれは奏上袋に書いた御製の下書きであった。これにより明治天皇は政務の合間に常に歌の事を考えていたことが分かる。明治天皇の詠草は、大方は税所敦子、後に小池道子が浄書する。浄書は毎日20～30首ぐらいづつ奉書の4つ折りに書き写したとも、あるいは毎日40首以上、奉書を2つ折りにして1枚に4首づつ書き写したともいう。 御紋章附きの黒塗りの箱に収めて毎日御歌所に下げ渡す。御歌所所長はそれに朱を入れて天皇に差し上げる。阪正臣ら御歌所職員は御製を写し取り御歌所の控えとし、これを金烏と称して纏めて取っておく。

### 臨時編纂部の設置
1912年（明治45年）2月、御歌所長の高崎正風が薨去する。高崎の死を以って御製の漏洩は終わりを告げる。天皇の信頼を得て御製を漏洩できる人物は高崎の他にいないからである。
高崎正風の死から5か月後、明治天皇が崩御する。明治天皇の御製をまとめた御集の公刊を願う声が朝野で湧き起るが、大官や重臣の間には明治天皇が御製の発表を好んでいなかったという理由で公刊に躊躇する意向があった。特に皇太后が同意しないという噂が御歌所職員にも漏れ伝わっていた。
ある会が出版した御製集を目に留めた皇太后は、宮内大臣渡辺千秋を通じて御歌所長久我通久と寄人井上通泰に次のように注意する。「先帝陛下は御製の世に漏れるのをお好みにならなかった。たとい発表するにしても一応よく調べて見た上で無ければならぬ。世に漏れているものの中には古歌も交っているようである。実に畏れ多いことである。両人から一同によく注意するように」と。両人が調べると、その書物の材料がどこから出て誰が関与したのか判明する。御歌所員一同に厳重注意するとともに、御歌所で保管する御製の写しを収めた箱を全て封印する。
御歌所寄人井上通泰は皇太后からの注意を忖度し、皇太后は御集の発表を絶対に拒んでいるわけでなく、ただ調査や整理が済んでいないものを世に出すことを嫌っているのだと考え、あるとき元老山県有朋を訪ねてこの話をし、「なにとぞ風教のためにも御発表御公刊になるように御尽力を願いたい」と頼む。その後、時を経て山県は井上を呼び「ようやく御整理の勅許を得た。ただし御公刊の事はまだどうなるか分からぬ。とにかく臨時に一局を置かれることになったから足下〔井上〕がその主任になるように」と言う。井上は宮内大臣や宮内次官や御歌所長らと何度も協議し、臨時編纂部を設けることになる。御集の整理は御歌所寄人がその任に当たらなければならないが、臨時編纂部を御歌所と別の一局にすると何かと都合が悪いので、御歌所長が臨時編纂部長を兼ねることになる。
1916年（大正5年）10月、勅裁を経た宮内省令として臨時編纂部職制を定め、明治天皇の御製を編纂するため御歌所に臨時編纂部を置き、これに次の職員を置く。
- 部長は部務を統理し職員を監督し、編纂規程と功程を定める。御歌所長をこれに充てる[42]。当時の御歌所長は入江為守である[43]。
- 委員は御製編纂の事を分掌する。御歌所の寄人か参候の中から宮内大臣がこれを命じる[44]。御歌所寄人の井上通泰、阪正臣、大口鯛二、千葉胤明、須川信行のほか、御歌所参候の東坊城徳長、長谷信成が命じられる[45]。
- 幹事は部長の命を受け庶務を掌理する。御歌所主事をこれに充てる[46]。幹事には近藤久敬が命じられる。近藤は宮内書記官筆頭であり、御歌所主事を兼任している[47]。
- 書記は上司を命をうけ庶務に従事する。宮内判任官の中から宮内大臣がこれを命じる[48]。書記を命じられた加藤義清と遠山英一は両人とも歌人出身の御歌所参候である[47]。

以上の職員のほか、臨時編纂部に顧問を置き、宮内大臣の奏請によりこれを勅命する。顧問には山県有朋、徳大寺実則、黒田清綱が命じられる。臨時編纂部長は宮内大臣の認可を経て嘱託員を置く。嘱託員は４人おり、そのうち根本新之助と外山旦正は御歌所録事を兼ねる。
井上通泰は臨時編纂部長を委員長と呼ぶ。井上によると、委員長に就任した入江為守は極めて温厚な性格で、調和の才に富んでいた。委員の間に歌風・思想・主義の違いがあっても互いに感情的にならず平和円満に済んだのは入江委員長の調和のおかげであったという。
委員のうち東坊城徳長と長谷信成は公卿出身である。公卿出身委員の二人は早くから宮中の梅の間というところで御製の年代や題の整理を行っていた。歌人出身委員の井上通泰によると、公卿出身の委員は歌人出身委員と思想・主義が異なっていた。たとえば公卿出身委員のうち一人が井上に「仮名遣いは、公卿の仮名遣いにしますか、本居の仮名遣いにしますか」と聞いてきたことがあった。公家の仮名遣いとは定家仮名遣い、本居の仮名遣いとは歴史的仮名遣いのことである。学界一般では本居の仮名遣いを用いるが、明治維新の当初まで公卿の多くは定家仮名遣いを用いていた。この件は明治天皇の詠草が本居の仮名遣いであったのでそれに決まったという。

### 明治天皇御集の編纂
臨時編纂部では受命直後に職員会議を開き編纂方針を議論し、以下のような方針を決める。
- 御集は整理にとどめるべきか、それとも抜抄すべきか。これについては大正天皇の勅裁により、全部整理した全本と抜抄本と二種をつくることに決まる。全本は従来からこれを担当してきた長谷と東坊城が引き続き担当し、抜抄本は寄人の委員が担当することなる。
- 御集の構成をどうするか。普通の歌集のように春夏秋冬恋雑に分けるべきか、それとも前例を破って年別にすべきか。これは基本的に年別にすること、同一年の中では春夏秋冬雑の順に従うことに決まる。年別にすることには強硬な反対論もあったが、明治天皇の御製には歴史・事蹟に関するものが多いので年別にしないといけないし、そうしないと誤解の生じるものもあるということで、年別にすることに決まる。
- 歴史や事蹟に関係する御製はなるべく洩らさないこと。これは異議なし。
- 特定人に下賜された御製は全部残すこと。これらの御製には推敲の終わっていないものも見受けられるが下賜された家々にとっては非常な光栄なことなので一律残す。これも是非に及ばす。
- 既に人口に膾炙したものは、他に類似のものがあっても人口に膾炙したものを残すこと。
- 御製として当時の新聞に出たもので詠草にないものがある。これは万が一を考慮して採らないこと。

以上は全て委員長が上奏し大正天皇の裁可を得て決まる。
当時、御詠草は三本あって、1本は大正天皇の御手許に、1本は梅の間に、1本は御歌所にある。公卿出身委員の長谷と東坊城がこの3本を比較対照し、9万首以上の御製全部を年代順に並べる。それを書記や嘱託が筆写する。寄人委員がそれを拝見し、その中からおよそ10分の1を抜抄する。ここで抜抄といって選といわないのは、寄人委員にとって「歌聖にまします明治天皇の神語とも申し奉るべき御製を、我々の見識を以って御択び致すということは畏れ多いことでございますから、初めから申し合わせて選という字はつかいません」ということであった。
明治天皇は40年以上にわたり数多くの御製を詠んだので着想や修辞が互いに似たものが少なくないので、たとえば同じようなものが10首あればそれから1首を抜きだすという具合で抜抄する。抜抄したものを清書して寄人会議の原案とする。寄人会議では更に、互いに似たものや古歌に似たものを省いて後はそのまま残したいと思っていたが、大正天皇からの指示により、およそ1千首ぐらいにすることになる。しかしどうしても1千首まで減らせないので、さらに勅許を得て、少々超過してもいいことになる。
しかし最初の原案でも1万首ほどある。そこで臨時編纂部では1916年10月から1919年12月に至るまで3年以上にわたり毎週1～2回会議を開く。会議には委員長、幹事、書記も当然に出席する。山県有朋や宮内大臣が臨席することもある。議長は終始井上委員が勤める。井上によると、入江委員長は歌道にも専門家同様の力があったが謙遜して井上に譲ったのだという。整理にあたった公卿出身委員のうち長谷は老病のため初めの頃しか出席しなかったが、東坊城は殆ど欠席しなかった。東坊城は出席しても学問や技術に口を出すことはなかった。
1917年（大正6年）11月、須川信行委員が御用中に死去し、池辺義象と佐佐木信綱が寄人と委員を命じられる。井上通泰委員によると、須川委員が死去した跡に池辺が「偶然に」入ったという。また佐佐木を委員に選んだのは山県有朋であり、それは山県が「従来の寄人だけで不満足というではないが、御用が御用であるから民間歌人の代表として佐佐木を加えたらよかろう」と考えたからであったという。
会議では寄人委員が自由に説を述べ、時には意見が分かれることもある。それでも多数決では決めず、議論を尽くして全員一致に至らなければ決定しない。たとえば、読み方が分からない語句がある。「大海原」はオホウナバラともアヲウナバラともオホウミノハラとも読める。「新」という字は古くはアラタシといったのを後にアタラシと訛ったものである。旅順の「松樹山」はショウジュザンと音読すべきかマツキヤマと訓読すべきか。これらは分からないので詠草のまま漢字で書いておく。また、詠草の中にシヅという言葉が沢山出てくる。これは農夫とか労働者とか民とかの意味で使われているものであって、明治天皇が彼らを賤しんでシヅといったわけではないのでシヅに賤の文字を充てずに全て平仮名で書いておく。どう解釈しても書き損ないに違いないと思われることが少々あったが、それらは一々付箋をして委員長を経て大正天皇の勅裁を得る。
そうするうちに御集を刊行することに決まり、関係の臣下に賜ることになったので、書家としても一流の阪正臣委員が拝写を命じられる。阪が御製を拝写すると、他の委員から「この字は歪んでいる」とか「この字は読みにくい」とか「この字は仮名にしなければならぬ」とか「これは漢字のしたほうがよい」とか色々な意見が出る。阪はその附箋にもとづいて一々書き直さなくてはならなかった。
井上通泰委員は、御集編纂について次のような感想を述べている。新聞に載る御製は主観的・教訓的なものが多かったので、編纂委員に加わるまでは明治天皇の御製はそういうものだと思っていたが、編纂に携わると叙景的文学的な御製も多いことを知った。父の孝明天皇を思う御製、京都を思う御製が非常に多かった。他の御製とのバランスのため削らなくてはならなかったがそれでも大量に残った。明治天皇の趣味は歌と刀と馬なのでそれに関する御製も多かった。なぜか猿を詠んだ御製も割合に多かった。そのほか明治天皇の趣味は造園に関する御製に窺われる。また花の絵を描いた花瓶に松を差すという御製に明治天皇の高尚な趣味が窺われる。下情に通じた御製も少なくない。これは想像によるものか、あるいは明治天皇は時々宮城内から濠を隔てて参謀本部下の道路を観察することがあったと聞くからその時の光景かもしれない、と。
1919年（大正8年）12月20日、明治天皇御集を編成奏上する。これは天皇の思し召しということで関係者にそれぞれ下賜される。明治天皇御集の原本は木版であり、漢字は行草体、仮名は変態仮名を多く用い、濁点を附さない。
1922年（大正10年）宮内省蔵版『明治天皇御集』が文部省より発行される。文部大臣鎌田栄吉によると「この御集は明治天皇の御盛徳を仰ぎ、御仁慈の御心を偲び奉るに最も適当なるのみならず、また実に国民にとりて修養の鑑たるべく、教育上も極めて有益なるをもって」、宮内大臣と協議のうえ刊行し広く頒布することになったという。文部省発行本には木版3冊と活字版1冊の2種がある。活字版は、一般人にも読み易いようにするため行草体や変態仮名を普通の活字に改め濁点を附し、また便利のため索引をつける。

### 御集公刊後
『明治天皇御集』が文部省から公刊された後、越後の人から問い合わせがあり、明治32年の御製に「夏寒き越の山路にさみだれに濡れて越えしも昔なりけり」とあるが、実際の北陸巡幸は明治11年9月であり、9月なのに「さみだれ」（五月雨）とはどういうわけか、と聞かれる。臨時編纂部の筆頭委員井上通泰は、年譜を確認せずに疑義を起こさなかったのは自分らの責任であると認めている。
『明治天皇御集』に掲載された御製を解釈する書籍は数々出ている。そのうち臨時編纂部委員の著作としては次のものがある。
- 千葉胤明『明治天皇御製集』大阪毎日新聞社、1922年。
- 佐佐木信綱『明治天皇御集謹解』朝日新聞社、1927年。

明治天皇御集は文部省が出版したもの以外にも様々な出版社から出版される。なかでも有名なのは岩波文庫版『明治天皇御集』である。これは1938年（昭和13年）に岩波書店から出版された。岩波書店は日本主義者からしばしば攻撃されていたが、岩波文庫は古今東西にわたり分野を問わない方針のゆえ『万葉集』『古事記』『神皇正統記』『葉隠』など日本主義と目される書籍も収録していたのである。岩波文庫版『明治天皇御集』も日本主義者に広く受け入れられたと考えられる。戦場において岩波文庫はそれを所有しているだけで日本精神を担保する役割があったという。
戦後1964年（昭和39年）明治神宮が『新輯明治天皇御集』を出版する。これは宮内省蔵版『明治天皇御集』1687首よりも多い8936首を収める。また明治神宮は1967年（昭和42年）に『新輯』から1404首を抜抄し、昭憲皇太后御集と合本して角川文庫から『新抄明治天皇御集昭憲皇太后御集』を出版する。さらに1990年（平成2年）には『新輯明治天皇御集』を年別から項目別に並べなおした『類纂新輯明治天皇御集』を出版する。